# 失效率
失效率（英語：Failure rate），也称故障率，是一個工程系統或零件失效的頻率，單位通常會用每小時的失效次數，一般會用希臘字母λ表示，是可靠度工程中的重要參數。
系統的失效率一般會隨著時間及系統的生命週期而改變。例如車輛在第五年時的失效率會比第一年要高很多倍，一般新車是不會需要換排氣管、檢修煞車，也不會有重大傳動系統的問題。
實務上，一般會使用平均故障間隔（MTBF, 1/λ）而不使用失效率。若是失效率假設是定值的話，此作法是有效的（定值失效率的假設一般常用在複雜元件/系統，軍事或航天的一些可靠度標準中的也接受此假設），不過只有在浴缸曲線中平坦的部份（這也稱為「可用生命期」）才符合失效率是定值的情形，因此不適合將平均故障間隔外插去預估元件的生命期，因為當時會碰到浴缸曲線的损耗阶段，失效率會大幅提高，生命期會較依失效率推算的時間要少。
失效率一般會用固定時間（例如小時）下的失效次數表示，原因是這樣的用法（例如2000小時）會比很小的數值（例如每小時0.0005次）容易理解及記憶。
在一些需要管理失效率的系統（特別是安全系統）中，平均故障間隔是重要的系統參數。平均故障間隔常出現在工程設計要求中，也決定了系統維護及檢視的頻率。
失效率是保險、財務、商業及管制行业中的一個重要因子，也是安全系統設計的基礎，應用在許多不同的場合中。
风险率（Hazard rate）及故障发生率（rate of occurrence of failures, ROCOF）的定義和失效率不同，常誤認為和失效率定義相同。

## 离散定义下的失效率
失效率可以用以下的方式定义：
在一特定的测试條件及測試時間下，統計群體內失效次數總和，除以統計群體在失效前的測試時間總和。
雖然失效率{\displaystyle \lambda (t)}常被視為假設時間{\displaystyle t}前沒有失效的情形下，在一段特定時間內出現失效的機率，但失效率可能會大於1，因此其實不是機率。若錯誤的將失效率以%表示，也很容易造成對於失效率不正確的認知。失效率可以用可靠度函數來定義，可靠度函數也稱為生存函數，是在時間{\displaystyle t}之前沒有失效的機率。
{\displaystyle \lambda (t)={\frac {f(t)}{R(t)}}}，其中{\displaystyle f(t)}為（第一次）失效發生時間的分佈（失效密度函數），而{\displaystyle R(t)=1-F(t)}.
{\displaystyle \lambda (t)={\frac {R(t_{1})-R(t_{2})}{(t_{2}-t_{1})\cdot R(t_{1})}}={\frac {R(t)-R(t+\triangle t)}{\triangle t\cdot R(t)}}\!}
在從時間{\displaystyle t_{1}} (或{\displaystyle t})到{\displaystyle t_{2}}之間時間區間{\displaystyle (t_{2}-t_{1})}，而{\displaystyle \Delta t}定義為{\displaystyle (t_{2}-t_{1})}。

## 連續定義下的失效率

指數失效密度函數

計算較短時間區間下的失效率，可以得到風險率（或風險函數）{\displaystyle h(t)}，是{\displaystyle \scriptstyle \Delta t}趨近於零時的瞬時失效率： 
{\displaystyle h(t)=\lim _{\Delta t\to 0}{\frac {R(t)-R(t+\Delta t)}{\Delta t\cdot R(t)}}.}
連續的失效率和失效分佈{\displaystyle \scriptstyle F(t)}有關，失效分佈是描述失效機率的累积分布函数：
{\displaystyle \operatorname {Pr} (T\leq t)=F(t)=1-R(t),\quad t\geq 0.\!}
其中{\displaystyle {T}}失效時間。
失效分佈函數是機率密度函數f(t)的積分
{\displaystyle F(t)=\int _{0}^{t}f(\tau )\,d\tau .\!}
風險函數可以定義為
{\displaystyle h(t)={\frac {f(t)}{1-F(t)}}={\frac {f(t)}{R(t)}}.}
許多機率分佈可以用來做為失效分佈的建模，常見的模型是指數失效分佈：
{\displaystyle F(t)=\int _{0}^{t}\lambda e^{-\lambda \tau }\,d\tau =1-e^{-\lambda t},\!}
是以指數分佈為基礎的失效分佈，風險函數為：
{\displaystyle h(t)={\frac {f(t)}{R(t)}}={\frac {\lambda e^{-\lambda t}}{e^{-\lambda t}}}=\lambda .}
因此對於指數失效分佈，風險函數對時間為定值（分佈為無記憶性）。但對於像韦伯分布或对数正态分布等其他分佈，風險函數對時間可能不是定值。

## 失效率遞減
失效率遞減（DFR）是指一零件或系統在一段特定時間內，失效率會隨著時間而減小的現象。像早期失效已被移除或是修正後，就會有一段時間有失效率遞減的情形，此時的λ(t)為遞減函數。
DFR的隨機變數混合後仍為DFR，而指数分布的隨機變數混合後也是為DFR。

### 應用
失效率遞增是因為零件老化所造成，失效率遞減則是指一個系統會隨著時間而漸漸強化。
在太空船的生命期中有發現失效率遞減的情形，Baker和Baker的註解是「這太空船會一直一直維持下去。」。太空船空調系統的可靠度發現符合指数分布，因此也會滿足失效率遞減的情形。

### 變異係數
當失效率遞減時，其變異係數⩾ 1，當失效率遞增時，其變異係數 ⩽ 1.，不過這只在失效率是定義在整個t ⩾ 0的時間下才有效，而且無法由變異係數去反推失效率。

## 失效率資料
失效率資料可以由許多方式求得，常見的有以下幾種方式：
待確認系統或設備的歷史資料許多組織都對於生產設備或產品的故障有內部的資料庫，可以用來計算設備或系統的失效率。對於新的設備或是系統，則可以先用類似設備或是系統的失效率做為估計值。
政府或商用的失效率資料庫政府及商業組織會有許多零件的失效率手冊。MIL-HDBK-217F（電子元件的可靠度預估）是有許多軍用電子零件失效率的軍用規範。也有許多商用的失效率資料庫，主要針對商用的零件，甚至包括一些非電子的元件。
測試最準確的方式是用實際的設備或是系統進行測試，以得到失效率資料。但此作法常有成本極其高昂或是不可行的缺點，因此會改用上述的作法。

### 單位
失效率一般會用固定時間（例如小時）下的失效次數表示，不過也可以用其他的單位，像是公里數、旋轉圈數……等來代替固定的時間。
在工程應用上，因為失效率一般很低，個別零件失效率常以PPM表示，也就是每百萬工作小時的失效次數。
失效率也會以菲特（FIT, Failures In Time）表示，是109設備-小時下（例如一千個零件運轉百萬小時，一百萬個零件運轉一千小時……等）預期的失效次數，一般用在半導體產業中。
菲特和失效間隔時間（MTBF）之間的關係是MTBF = 1,000,000,000 x 1/FIT。

### 加成性
在一定的工程假設下（例如固定的失效率，以及考慮的系統沒有明顯的冗餘），複雜系統的失效率可以表示為個別元件失效率的和，但各元件的失效率需要有一致的單位，例如每百萬工作小時等。因此可以測試每個別的元件或子系統，將其失效率加總後即可以得到整體的失效率。

### 舉例
假設要估計特定元件的失效率，可以用以下的測試方式測試其失效率。用十個完全相同的元件測試到損壞或是滿1000小時為止，（此例中不考慮
統計的信賴區間），記錄測試的總時間，以及總共損壞元件的個數，其結果如下：
{\displaystyle {\frac {6{\text{ failures}}}{7502{\text{ hours}}}}=0.0007998{\frac {\text{failures}}{\text{hour}}}=799.8\times 10^{-6}{\frac {\text{failures}}{\text{hour}}},}
或是每百萬工作小時會有799.8次失效。

## 估計
尼爾森-艾倫估測子可以用來估計累積危險率函數。

## 外部連結
- Reliability Prediction of Electronic Equipment, MIL-HDBK-217F(2), (DOD download site.)
- Bathtub curve issues by ASQC.（页面存档备份，存于）
- Fault Tolerant Computing in Industrial Automation by Hubert Kirrmann, ABB Research Center, Switzerland
- Usenet FAQ about MTBF（页面存档备份，存于）
- Reliability and Availability Basics（页面存档备份，存于）
- Product failure behavior and wear out（页面存档备份，存于）